# Ejército de Salvación Nacional de Heilongjiang
El 27 de septiembre de 1932, las fuerzas del general Su Bingwen se amotinaron en Hailar. Llamándose a sí mismos Ejército de Salvación Nacional de Heilongjiang, se trasladaron hacia el este a bordo de los trenes hacia Tsitsihar para unirse al general Ma Zhanshan en la recaptura de esa capital provincial.